# Носові приголосні
Носові́ при́голосні (англ. nasal consonants) — у фонетиці група приголосних звуків. Утворюються з опущеним м’яким піднебінням, що дає змогу повітрю вільно виходити крізь ніс. Ротова порожнина відіграє роль резонатора, але вихід повітря крізь рот перекривається губами або язиком. Зрідка можуть бути назалізовані інші (не зімкнені) типи приголосних. Інша назва — зі́мкнено-носові́ при́голосні.

## Носові приголосні
- [m] (м) — дзвінкий губно-губний носовий
- [m̥] (твердий м) — глухий губно-губний носовий
- [ɱ] (твердий м) — дзвінкий губно-зубний носовий
- [ɱ̊] () — глухий губно-зубний носовий

- [n̪] () — дзвінкий зубний носовий
- [n̪̊] () — глухий зубний носовий
- [n] () — дзвінкий ясенний носовий
- [n̥] () — глухий ясенний носовий
- [ɳ] () — дзвінкий ретрофлексний носовий
- [ɳ̊] () — глухий ретрофлексний носовий
- [ɲ] () — дзвінкий піднебінний носовий
- [ɲ̊] () — глухий піднебінний носовий
- [ŋ] (нг) — дзвінкий м'якопіднебінний носовий
- [ŋ̊] () — глухий м'якопіднебінний носовий
- [ɴ] () — дзвінкий язичковий носовий
- [ɴ̥] () — глухий язичковий носовий